# Ammasso dei prodotti agricoli
Per ammasso dei prodotti agricoli si intende il conferimento obbligatorio o su base volontaria di prodotti agricoli per essere poi distribuita sul mercato.

## Precedenti storici
Nelle diverse epoche e nei diversi per motivi di assicurare l'approvvigionamento alimentare (annona) oppure per motivi fiscali, c'è stato l'obbligo di conferire le produzioni alimentari ad una organizzazione statuale o ad una da essa delegata.
Ad esempio in Sardegna prendeva nome di insìerro.

## Gli ammassi durante il regime fascista
La politica agricola del ventennio fascista dette grande rilevanza agli ammassi.
Si trattava in questo caso di raccogliere tutti i prodotti primari per l'alimentazione nelle strutture d'immagazzinamento dei Consorzi agrari per favorire una maggiore razionalizzazione ed efficienza nel settore e mantenere la nazione pronta in caso di necessità, trasformando più facilmente l'economia civile in economia di guerra.
Inoltre, in quanto strumento di concentrazione delle produzioni, i Consorzi agrari garantivano agli agricoltori, in specie ai piccoli proprietari, una maggiore forza contrattuale nei rapporti con i trasformatori e i distributori: la struttura dei Consorzi, rappresentante infatti allo stesso tempo lo Stato, la comunità degli agricoltori nel suo complesso e l'intera riserva di prodotti primari, garantiva una posizione di preminenza dei soggetti produttivi (gli agricoltori) svolgendo un ruolo di deterrente nei confronti di intermediari e speculatori.
Nel 1935 si verificò il primo ammasso volontario del grano: in questa occasione i Consorzi agrari raccolsero 12 milioni di quintali di grano, mentre nel 1938 ne vennero ammassati 40 milioni di quintali per le esigenze autarchiche.

### La disciplina del codice civile
Il codice civile del 1942, espressione di una economia con forte valenza corporativa, ha previsto  gli ammassi sia all'articolo 837 (libro III titolo II della proprietà) sia all'articolo 2617 (libro V,  titolo X della disciplina della concorrenza e dei consorzi).

## Gli ammassi  nel dopoguerra
La gestione ammassi nel dopoguerra fu gestita dalla Federconsorzi. Da un lato permise una distribuzione, abbastanza razionale del grano, integrato da forti importazioni, soprattutto dagli Stati Uniti, dall'altro determinò l'accumulo di mezzi finanziari usati non solo per favorire gli agricoltori, ma anche per condizionare la vita politica italiana.